# Winslow Briggs
Winslow Russel Briggs (Saint Paul (Minnesota), 29 april 1928 – Palo Alto (Californië), 11 februari 2019) was een Amerikaanse botanicus.

## Loopbaan
In 1951 behaalde Briggs een B.A. aan de Harvard University. In 1952 behaalde hij aan dezelfde universiteit een M.A. In 1956 behaalde hij hier een Ph.D.
Tussen 1955 en 1967 was Briggs actief aan de Stanford University als achtereenvolgens instructor (1955-1957), assistant professor (1957-1962), associate professor (1962-1966) en hoogleraar (1966-1967). Tussen 1967 en 1973 was hij actief als hoogleraar aan de Harvard University. Vanaf 1973 was hij andermaal actief aan de Stanford University als hoogleraar. Tevens werd hij in 1973 directeur van de afdeling plantkunde van het Carnegie Institution of Washington. In 1993 ging hij met emeritaat.
Briggs ontving gedurende zijn carrière meerdere eerbewijzen. De Botanical Society of America kende hem in 1973 een Certificate of Merit toe. In 1974 en 1975 werd hij gekozen als lid van respectievelijk de National Academy of Sciences en de American Academy of Arts and Sciences. In 1986 werd hij gekozen als lid van de Deutsche Akademie der Naturforscher Leopoldina Ook werd hij 'Academy Fellow' van de California Academy of Sciences. In 1995 kreeg hij de Sterling Hendricks Medal van de United States Department of Agriculture en de American Chemical Society. In 1999 benoemde de Michigan State University hem tot 'Anton Lang Lecturer'. De Purdue University benoemde hem in 2001 tot 'Bernard Axelrod Lecturer'. De Albert-Ludwigs-Universität Freiburg kende hem in 2002 een eredoctoraat toe. De University of Florida benoemde hem in 2002 tot 'Distinguished Lecturer'.
Naast zijn lidmaatschappen van wetenschappelijke academies, was Briggs lid van organisaties als de Botanical Society of America, het American Institute of Biological Sciences (voorzitter in 1981), de American Society of Plant Physiologists (voorzitter in 1975-1976) en de American Society for Photobiology.
Briggs verrichtte onderzoek naar de fysiologie en biochemie bij de ontwikkeling van planten en dan vooral in reactie op licht. Ook onderzoekt hij de biochemische en fysieke kenmerken van fotoreceptoren van planten. Hierbij maakt hij gebruik van zandraket (Arabidopsis thaliana).
Briggs was (mede)auteur van artikelen in tijdschriften als American Journal of Botany, Nature, Philosophical Transactions of the Royal Society of London, Proceedings of the National Academy of Sciences, Science en Scientific American. Samen met John L. Spudich voerde hij de redactie over Handbook of Photosensory Receptors dat in 2005 verscheen. Volgens ISIHighlyCited behoort Briggs tot de meest geciteerde wetenschappers op het gebied van de plant- en dierkunde.
W.R. Briggs overleed in 2019 op 90-jarige leeftijd.